# Инчхон (железнодорожная станция)
Станция «Инчхон» (кор. 인천역 Инчхоннёк) — одна из первых железнодорожных станций в Корее. Обслуживается Корейской национальной железнодорожной корпорацией. Расположена в районе Чунку города-метрополиса Инчхон, Республика Корея. Станция располагается на линии Кёнъин и линия 1 электрифицированного железнодорожного транспорта Столичного региона. Станция была открыта 18 сентября 1899 года с открытием линией Кёнъин, являющей первой железнодорожной линией в стране.